# Guinotte
De familie Guinotte, is een Belgisch gezin, van industriëlen, financiers en filantropen.
Tot deze familie behoren:
- Lucien Guinotte, (1839-1911), industrieel en filantroop.
- Léon Guinotte, (1879-1950), industrieel, bankier en filantroop.
- Lucien Guinotte, (1925-1989), schilder.